# Dominikana na Letnich Igrzyskach Olimpijskich 1968
Dominikanę na Letnich Igrzyskach Olimpijskich 1968 reprezentowało 18 zawodników (sami mężczyźni). Był to drugi start reprezentacji Dominikany na letnich igrzyskach olimpijskich.

## Skład kadry

### Boks
Mężczyźni
| Zawodnik         | Konkurencja | 1/32             | 1/16                   | 1/8              | Ćwierćfinał      | Półfinał         | Finał            | Finał   |
| Zawodnik         | Konkurencja | Przeciwnik Wynik | Przeciwnik Wynik       | Przeciwnik Wynik | Przeciwnik Wynik | Przeciwnik Wynik | Przeciwnik Wynik | Miejsce |
| ---------------- | ----------- | ---------------- | ---------------------- | ---------------- | ---------------- | ---------------- | ---------------- | ------- |
| Ramón Puello     | 60 kg       |                  | Armando Mendoza P rsc  | Nie awansował    | Nie awansował    | Nie awansował    | Nie awansował    | 17.     |
| Donato Cartagena | 63,5 kg     |                  | James Wallington P rsc | Nie awansował    | Nie awansował    | Nie awansował    | Nie awansował    | 17.     |

### Lekkoatletyka
Mężczyźni
Konkurencje biegowe
| Zawodnik                                                    | Konkurencja        | Eliminacje | Eliminacje | Ćwierćfinał   | Ćwierćfinał   | Półfinał      | Półfinał      | Finał         | Finał         |
| Zawodnik                                                    | Konkurencja        | Wynik      | Miejsce    | Wynik         | Miejsce       | Wynik         | Miejsce       | Wynik         | Miejsce       |
| ----------------------------------------------------------- | ------------------ | ---------- | ---------- | ------------- | ------------- | ------------- | ------------- | ------------- | ------------- |
| Porfirio Veras                                              | 100 m              | 10,51      | 5.         | Nie awansował | Nie awansował | Nie awansował | Nie awansował | Nie awansował | Nie awansował |
| Porfirio Veras                                              | 200 m              | 21,53      | 6.         | Nie awansował | Nie awansował | Nie awansował | Nie awansował | Nie awansował | Nie awansował |
| Alberto Torres                                              | 200 m              | 21,99      | 5.         | Nie awansował | Nie awansował | Nie awansował | Nie awansował | Nie awansował | Nie awansował |
| José L’Oficial                                              | 400 m              | 47,93      | 7.         | Nie awansował | Nie awansował | Nie awansował | Nie awansował | Nie awansował | Nie awansował |
| José L’Oficial                                              | 800 m              | 1:55,66    | 7.         |               |               | Nie awansował | Nie awansował | Nie awansował | Nie awansował |
| Miguel Núñez                                                | 1500 m             | 4:23,67    | 10.        |               |               | Nie awansował | Nie awansował | Nie awansował | Nie awansował |
| Radhamés Mora                                               | 110 m przez płotki | 16,85      | 7.         |               |               | Nie awansował | Nie awansował | Nie awansował | Nie awansował |
| Luis Soriano Alberto Torres Rafael Domínguez Porfirio Veras | sztafeta 4 × 100 m | 41,48      | 7.         |               |               | Nie awansował | Nie awansował | Nie awansował | Nie awansował |
| Rolando Gómez José L’Oficial Radhamés Mora David Soriano    | sztafeta 4 × 400 m | 3:19,42    | 5.         |               |               |               |               | Nie awansował | Nie awansował |

### Podnoszenie ciężarów
Mężczyźni
| Zawodnik    | Konkurencja | Wyciskanie | Wyciskanie | Rwanie  | Rwanie  | Podrzut | Podrzut | Razem                    | Pozycja                  |
| Zawodnik    | Konkurencja | Wynik      | Pozycja    | Wynik   | Pozycja | Wynik   | Pozycja | Razem                    | Pozycja                  |
| ----------- | ----------- | ---------- | ---------- | ------- | ------- | ------- | ------- | ------------------------ | ------------------------ |
| Ramón Silfa | -60 kg      | 95 kg      | 19.        | 82,5 kg | 20.     | 115 kg  | -       | Nie ukończył konkurencji | Nie ukończył konkurencji |
| José Pérez  | -82,5 kg    | 110 kg     | 22.        | 105 kg  | 21.     | 135 kg  | 22.     | 350 kg                   | 22.                      |

### Strzelectwo
| Zawodnik        | Konkurencja | Wynik | Pozycja |
| --------------- | ----------- | ----- | ------- |
| Domingo Lorenzo | trap        | 124   | 55.     |
| Riad Yunes      | skeet       | 170   | 48.     |
| Luis Santana    | skeet       | 57    | 52.     |

### Zapasy
Styl wolny
| Zawodnik       | Konkurencja | Runda pierwsza      | Runda druga       | Runda trzecia    | Runda czwarta    | Runda piąta      | Runda szósta     | Finał            | Pozycja       |
| Zawodnik       | Konkurencja | Przeciwnik Wynik    | Przeciwnik Wynik  | Przeciwnik Wynik | Przeciwnik Wynik | Przeciwnik Wynik | Przeciwnik Wynik | Przeciwnik Wynik | Pozycja       |
| -------------- | ----------- | ------------------- | ----------------- | ---------------- | ---------------- | ---------------- | ---------------- | ---------------- | ------------- |
| José Defran    | -52 kg      | Mohammad Ghorbani P | Richard Sanders P | Nie awansował    | Nie awansował    | Nie awansował    | Nie awansował    | Nie awansował    | Nie awansował |
| Onesimo Rufino | -63 kg      | Choi Jeong-hyeok P  | Masaaki Kaneko W  | Nie awansował    | Nie awansował    | Nie awansował    | Nie awansował    | Nie awansował    | Nie awansował |